# طليعة منوية
النطفة الأرومية أو الطلائع المنوية أو النطفة البدئية (نطيفة) (بالإنجليزية: spermatid)‏ هو مصطلح يشير إلى عروس أرومية gametid مذكرة أحادية الصيغة haploid تنتج من انقسام الخلايا النطفية spermatocyte الثانوية. وكنتيجة للانتصاف meiosis، تصبح كل نطفة أرومية تحوي نصف المادة الوراثية التي تملكها الخلية النطفية الأولية الأصلية.
تتصل النطف الأرومية مع بعضها عن طريق مادة سيتوبلاسمية وتملك مادة سيتوبلاسمية فائقة السيولة حول النواة. بعد التشكل، النطف الأرومية الدائرية يجب أن تخضع لتغيرات نضوج maturational events لكي تتطور إلى نطاف قادرة على التلقيح. تدعى هذه العملية بالاصطناع النطفي spermiogenesis (أو spermeteliosis).